# Bisel
Bisel est une commune française située dans la circonscription administrative du Haut-Rhin et, depuis le 1er janvier 2021, dans le territoire de la Collectivité européenne d'Alsace, en région Grand Est.
Cette commune se trouve dans la région historique et culturelle d'Alsace au pied du massif du Jura.
Ses habitants sont appelés les Biselois et les Biseloises.

## Géographie

### Localisation
Commune située dans le massif du Huebwald en Zone naturelle d'intérêt écologique, faunistique et floristique (ZNIEFF). Elle bénéficie par ailleurs d'un site Natura 2000.
| Largitzen       | Heimersdorf | Ruederbach |
|                 | Bisel       | Feldbach   |
| Seppois-le-haut | Mooslargue  | Mœrnach    |

### Hydrographie

#### Réseau hydrographique
La commune est dans le bassin versant du Rhin au sein du bassin Rhin-Meuse. Elle est drainée par le ruisseau de Largitzen, le Grumbach, le Hirtzbach, le ruisseau de l'Étang le Brudungweiher, le ruisseau de l'Étang le Grossbersigweiher et le ruisseau de l'Étang l'Erlenweiher,,.
Le Largitzenbach, d'une longueur de 13 km, prend sa source dans la commune de Durlinsdorf et se jette  dans la Largue à Friesen, après avoir traversé six communes. 
Le Grumbach, d'une longueur de 12 km, prend sa source dans la commune de Bendorf et se jette  dans la Largue à Seppois-le-Haut, après avoir traversé cinq communes. 

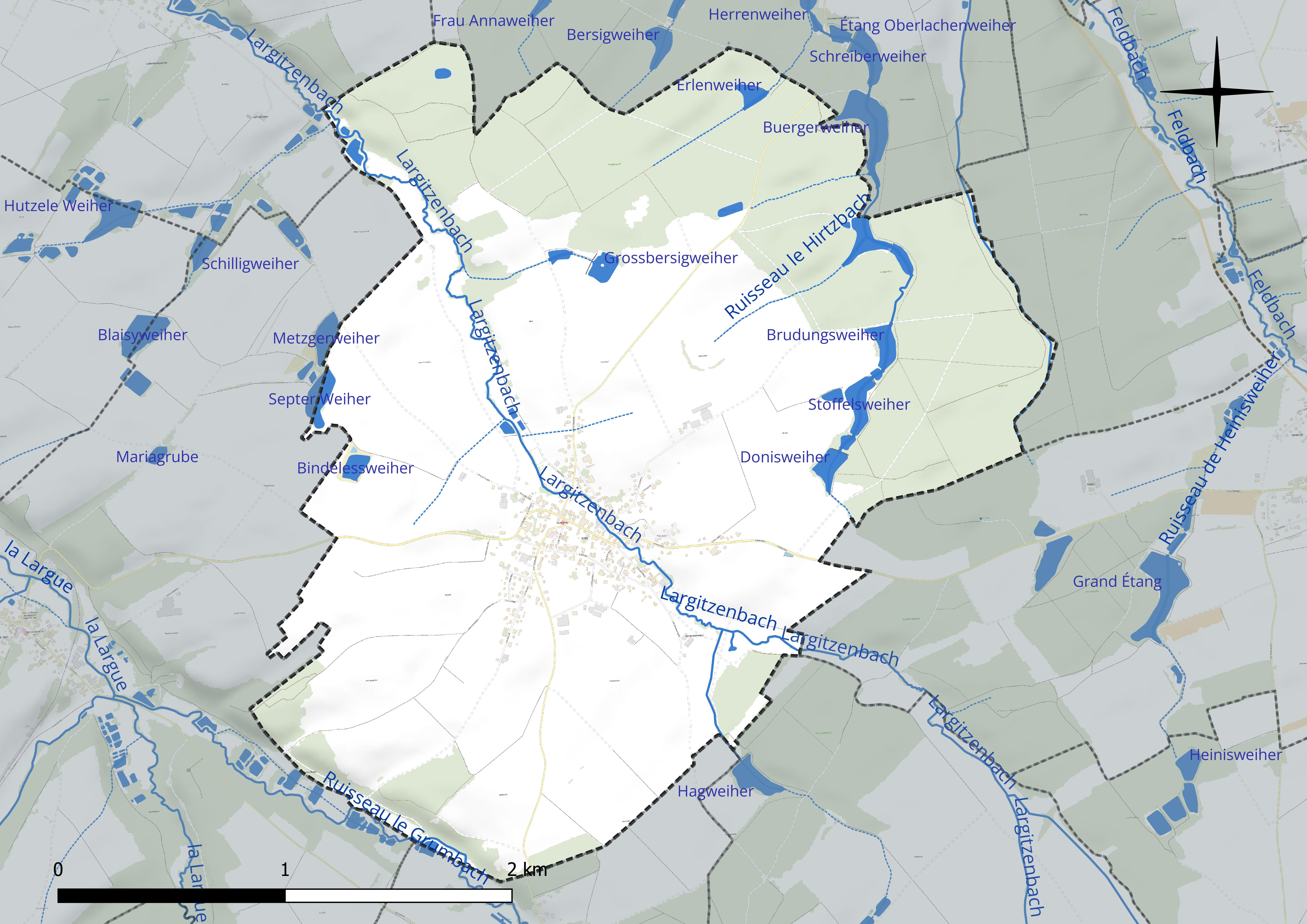
Réseau hydrographique de Bisel.

Neuf plans d'eau complètent le réseau hydrographique : Bindelessweiher (0,9 ha), Brudungsweiher (1,5 ha), Donisweiher (1,4 ha), Erlenweiher (0,9 ha), Grossbersigweiher (1,1 ha), Herrenneuweiher (2,3 ha), Metzgerweiher, d'une superficie totale de 1,5 ha (0 ha sur la commune), Septer Weiher, d'une superficie totale de 1,9 ha (1,1 ha sur la commune) et Stoffelsweiher (2,3 ha),.

#### Gestion et qualité des eaux
Le territoire communal est couvert par le schéma d'aménagement et de gestion des eaux (SAGE) « Largue ». Ce document de planification concerne le bassin versant de la Largue et une zone située à l'ouest du périmètre (la région de Montreux). Ce territoire s'étend sur 385 km2. Le périmètre a été arrêté le 4 mars 1996 et le SAGE proprement dit a été approuvé le 24 septembre 1999 puis révisé le 17 mai 2016. La structure porteuse de l'élaboration et de la mise en œuvre est le Syndicat mixte pour l'aménagement et la renaturation du bassin versant de la Largue et du secteur de Montreux, qui a évolué en Epage le 1er janvier 2018, sous le nom de Epage Largue. 
La qualité des cours d’eau peut être consultée sur un site dédié géré par les agences de l’eau et l’Agence française pour la biodiversité. 

### Climat
Pour des articles plus généraux, voir Climat du Grand Est et Climat du Haut-Rhin.
En 2010, le climat de la commune est de type climat de montagne, selon une étude du Centre national de la recherche scientifique s'appuyant sur une série de données couvrant la période 1971-2000. En 2020, Météo-France publie une typologie des climats de la France métropolitaine dans laquelle la commune est dans une zone de transition entre le climat semi-continental et le climat de montagne et est dans la région climatique  Vosges, caractérisée par une pluviométrie très élevée (1 500 à 2 000 mm/an) en toutes saisons et un hiver rude (moins de 1 °C). 
Pour la période 1971-2000, la température annuelle moyenne est de 9,5 °C, avec une amplitude thermique annuelle de 17,6 °C. Le cumul annuel moyen de précipitations est de 879 mm, avec 10 jours de précipitations en janvier et 10 jours en juillet. Pour la période 1991-2020, la température moyenne annuelle observée sur la station météorologique de Météo-France la plus proche, « Carspach », sur la commune de Carspach à 9 km à vol d'oiseau, est de 11,0 °C et le cumul annuel moyen de précipitations est de 827,7 mm. 
La température maximale relevée sur cette station est de 38,1 °C, atteinte le 4 août 2022 ; la température minimale est de −17,7 °C, atteinte le 5 février 2012,,. 
Les paramètres climatiques de la commune ont été estimés pour le milieu du siècle (2041-2070) selon différents scénarios d'émission de gaz à effet de serre à partir des nouvelles projections climatiques de référence DRIAS-2020. Ils sont consultables sur un site dédié publié par Météo-France en novembre 2022.

## Urbanisme

### Typologie
Au 1er janvier 2024, Bisel est catégorisée bourg rural, selon la nouvelle grille communale de densité à sept niveaux définie par l'Insee en 2022.
Elle est située hors unité urbaine. Par ailleurs la commune fait partie de l'aire d'attraction de Bâle - Saint-Louis (partie française), dont elle est une commune de la couronne,. Cette aire, qui regroupe 94 communes, est catégorisée dans les aires de 200 000 à moins de 700 000 habitants,.

### Occupation des sols
L'occupation des sols de la commune, telle qu'elle ressort de la base de données européenne d’occupation biophysique des sols Corine Land Cover (CLC), est marquée par l'importance des territoires agricoles (60,3 % en 2018), une proportion sensiblement équivalente à celle de 1990 (61 %). La répartition détaillée en 2018 est la suivante : 
terres arables (57,2 %), forêts (33,4 %), zones urbanisées (6,3 %), prairies (2,6 %), zones agricoles hétérogènes (0,5 %). L'évolution de l’occupation des sols de la commune et de ses infrastructures peut être observée sur les différentes représentations cartographiques du territoire : la carte de Cassini (XVIIIe siècle), la carte d'état-major (1820-1866) et les cartes ou photos aériennes de l'IGN pour la période actuelle (1950 à aujourd'hui).

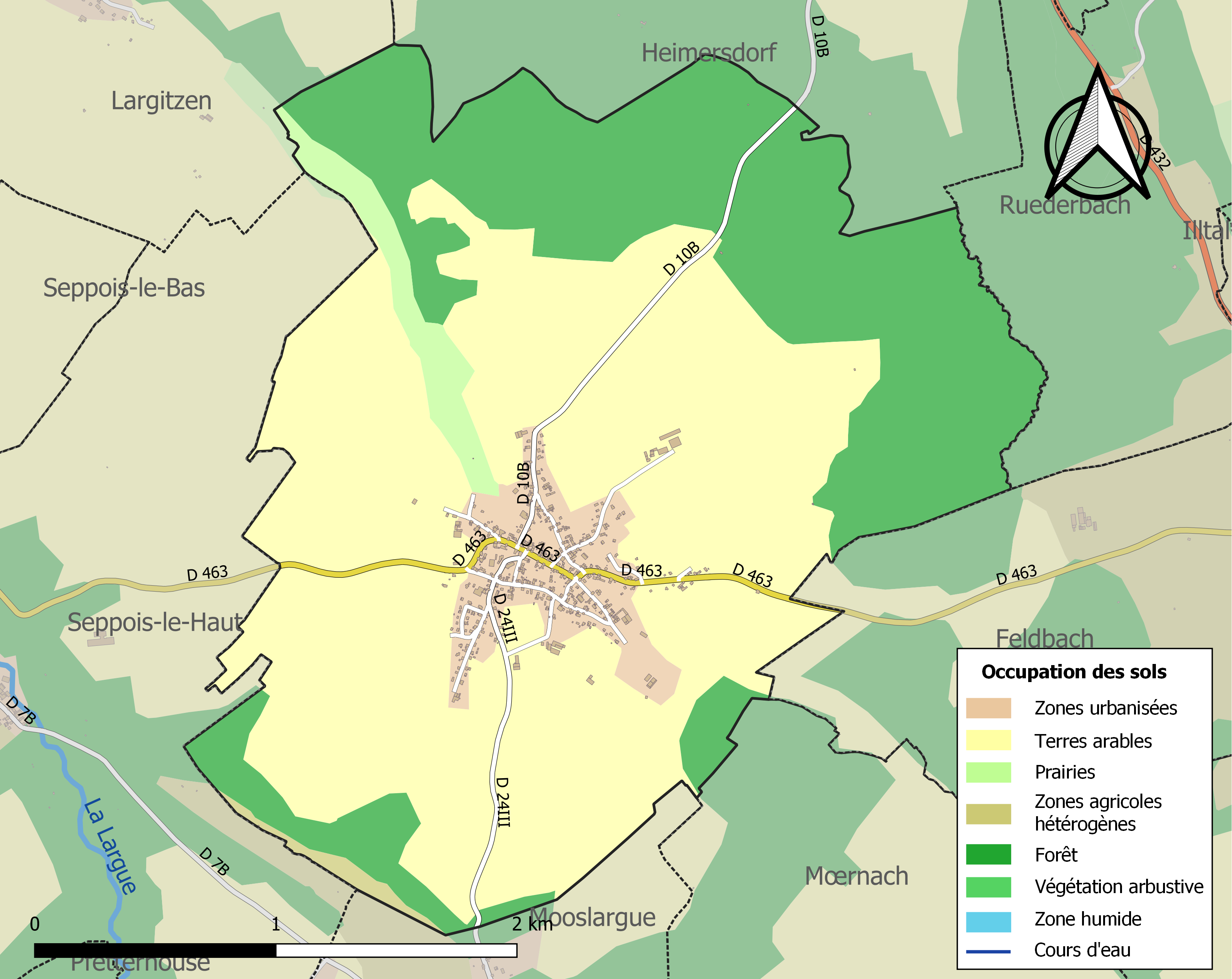
Carte des infrastructures et de l'occupation des sols de la commune en 2018 (CLC).

## Toponymie
Les différentes mentions du village au cours des siècles : 
1280 : Bisol ;
1303 : Bysol ;
1341 : Bisel ;
1370 : Pysul ;
1485 : Bisel ;
1495 : Bysol ;
1567 : Bisell ;
1651 : Byszell.

## Histoire
Le village entre dans l’Histoire tardivement. La plus ancienne mention se trouve dans un document cité par J. Trouillat et daté de 1280. Il s’agit d’un document notarial concernant un notable de Mulhouse, un certain Nieblung, vendant ses biens situés « in villa Bisol et banno eiusdem villae ».
Quelque temps plus tard, en 1303, le village est mentionné dans l’Urbaire de la maison de Habsbourg sous le nom Bysol.
Une noblesse locale semble apparaître à cette période puisqu’en 1395 un certain Ulricus von Bysol était prieur de Saint-Niklaus zu Enschingen. Il dirigera en 1411, en tant que supérieur, le couvent Saint-Alban de Bâle.
La commune a été décorée de la croix de guerre 1914-1918.

## Politique et administration

### Découpage territorial
La commune de Bisel est membre de la communauté de communes Sundgau, un établissement public de coopération intercommunale (EPCI) à fiscalité propre créé le 15 juin 2016 dont le siège est à Altkirch. Ce dernier est par ailleurs membre d'autres groupements intercommunaux.
Sur le plan administratif, elle est rattachée à l'arrondissement d'Altkirch, à la circonscription administrative de l'État du Haut-Rhin, en tant que circonscription administrative de l'État, et à la région Grand Est. 
Sur le plan électoral, elle dépendait jusqu'en 2020 du  canton d'Altkirch pour l'élection des conseillers départementaux au sein du conseil départemental du Haut-Rhin. Depuis le 1er janvier 2021, elle dépend du même canton pour l'élection des conseillers d'Alsace au sein de la collectivité européenne d'Alsace.

### Chronologie des maires
| Période                                  | Période                   | Identité                                      | Étiquette | Qualité |
| ---------------------------------------- | ------------------------- | --------------------------------------------- | --------- | ------- |
| 1945                                     | 1947                      | Marcel Hirtzlin                               |           |         |
| 1947                                     | 1959                      | Oscar Berger                                  |           |         |
| 1959                                     | 1971                      | Antoine Wira                                  |           |         |
| 1971                                     | 1989                      | Robert Manne                                  |           |         |
| 1989                                     | 1995                      | Robert Zipper                                 |           |         |
| 1995                                     | 2002                      | Edouard Goepfert                              |           |         |
| 2002                                     | 2014                      | Robert Zipper                                 |           |         |
| 2014                                     | En cours (au 31 mai 2020) | Joseph Berbett Réélu pour le mandat 2020-2026 |           |         |
| Les données manquantes sont à compléter. |                           |                                               |           |         |

## Population et société

### Démographie
L'évolution du nombre d'habitants est connue à travers les recensements de la population effectués dans la commune depuis 1793. Pour les communes de moins de 10 000 habitants, une enquête de recensement portant sur toute la population est réalisée tous les cinq ans, les populations de référence des années intermédiaires étant quant à elles estimées par interpolation ou extrapolation. Pour la commune, le premier recensement exhaustif entrant dans le cadre du nouveau dispositif a été réalisé en 2004.

En 2022, la commune comptait 542 habitants, en évolution de −0,18 % par rapport à 2016 (Haut-Rhin : +0,66 %, France hors Mayotte : +2,11 %).
| 1793 | 1800 | 1806 | 1821 | 1831 | 1836 | 1841 | 1846 | 1851 |
| ---- | ---- | ---- | ---- | ---- | ---- | ---- | ---- | ---- |
| 507  | 480  | 512  | 551  | 658  | 697  | 686  | 682  | 718  |

| 1856 | 1861 | 1866 | 1871 | 1875 | 1880 | 1885 | 1890 | 1895 |
| ---- | ---- | ---- | ---- | ---- | ---- | ---- | ---- | ---- |
| 628  | 648  | 643  | 621  | 618  | 593  | 573  | 566  | 515  |

| 1900 | 1905 | 1910 | 1921 | 1926 | 1931 | 1936 | 1946 | 1954 |
| ---- | ---- | ---- | ---- | ---- | ---- | ---- | ---- | ---- |
| 535  | 559  | 568  | 503  | 474  | 463  | 458  | 447  | 444  |

| 1962 | 1968 | 1975 | 1982 | 1990 | 1999 | 2004 | 2006 | 2009 |
| ---- | ---- | ---- | ---- | ---- | ---- | ---- | ---- | ---- |
| 467  | 487  | 518  | 545  | 534  | 602  | 588  | 568  | 572  |

| 2014 | 2019 | 2022 | - | - | - | - | - | - |
| ---- | ---- | ---- | - | - | - | - | - | - |
| 542  | 546  | 542  | - | - | - | - | - | - |

## Culture locale et patrimoine

### Lieux et monuments

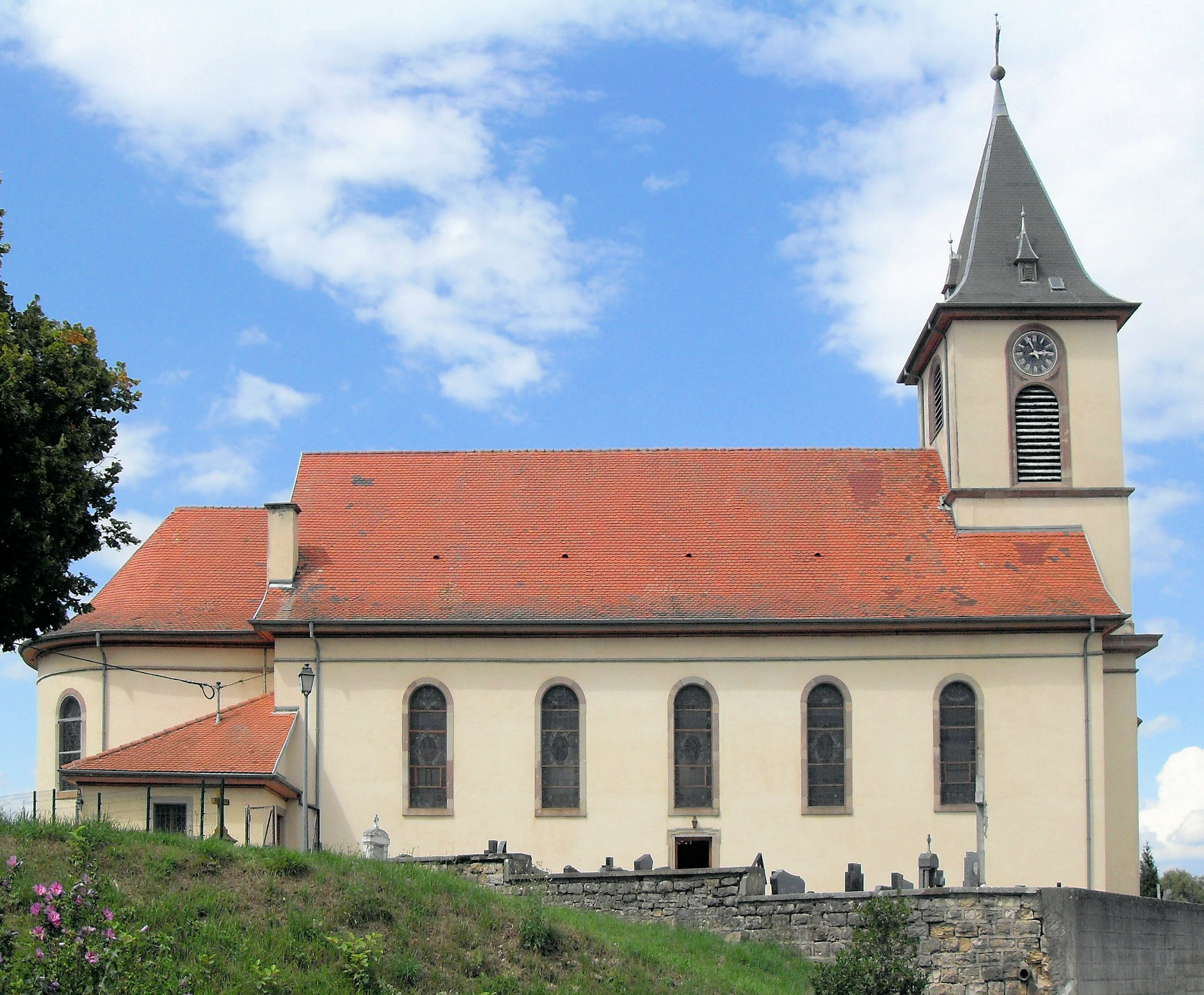
L'église.

- L'église de Saint-Colomban[33],[34] et son orgue de Valentin Rinkenbach[35].
- Presbytère[36].
- La mairie-école[37].
- Monument aux morts[38].
- Un Wasserschloss dont la situation est inconnue a été un fief des Habsbourg. Confié aux Hagenbach en 1361 puis aux Eptingen au XVe siècle.

### Héraldique
| Blason de Bisel | Les armes de Bisel se blasonnent ainsi : « D'argent à deux belettes passantes de gueules, l'une sur l'autre. » |